# Delias dorimene
Delias dorimene é uma borboleta da família Pieridae. Foi descrita por Caspar Stoll em 1782. É encontrada no reino da Australásia.
A envergadura é de cerca de 53 a 68 milímetros.

## Subespécies
- Delias dorimene dorimene (Ambon)
- Delias dorimene avenda Fruhstorfer, 1912 (Ceram)